# Europaspiele 2023/Badminton – Herreneinzel
Bei den Europaspielen 2023 wurden vom 26. Juni bis zum 2. Juli 2023 in Tarnów fünf Wettbewerbe im Badminton ausgetragen. Folgend die Ergebnisse im Herreneinzel.

## Setzliste
1. Viktor Axelsen (Gold)
2. Anders Antonsen (Gruppenphase)
3. Toma Junior Popov (Bronze)
4. Nhat Nguyen (3. Runde)
5. Christo Popov (Silber)
6. Misha Zilberman (Bronze)
7. Luís Enrique Peñalver (Gruppenphase)
8. Jan Louda (3. Runde)

## Gruppenphase

### Gruppe A
| Platz | Team                  | Pld | W | L | MF | MA | MD | GF | GA | GD | PF  | PA  | PD   | Qualifikation |
| ----- | --------------------- | --- | - | - | -- | -- | -- | -- | -- | -- | --- | --- | ---- | ------------- |
| 1     | Viktor Axelsen        | 3   | 3 | 0 | 0  | 0  | 0  | 6  | 0  | +6 | 126 | 48  | +78  | j             |
| 2     | Giovanni Toti         | 3   | 2 | 1 | 0  | 0  | 0  | 4  | 2  | +2 | 107 | 84  | +23  | j             |
| 3     | Dominik Kwinta        | 3   | 1 | 2 | 0  | 0  | 0  | 2  | 4  | −2 | 92  | 90  | +2   |               |
| 4     | Teodor Ioan Cioroboiu | 3   | 0 | 3 | 0  | 0  | 0  | 0  | 6  | −6 | 23  | 126 | −103 |               |

| Datum    |                       | Ergebnis |                       | 1. Satz | 2. Satz | 3. Satz |
| -------- | --------------------- | -------- | --------------------- | ------- | ------- | ------- |
| 26. Juni | Dominik Kwinta        | 2–0      | Teodor Ioan Cioroboiu | 21–3    | 21–2    |         |
| 26. Juni | Viktor Axelsen        | 2–0      | Giovanni Toti         | 21–17   | 21–5    |         |
| 27. Juni | Viktor Axelsen        | 2–0      | Teodor Ioan Cioroboiu | 21–3    | 21–5    |         |
| 27. Juni | Dominik Kwinta        | 0–2      | Giovanni Toti         | 20–22   | 12–21   |         |
| 28. Juni | Teodor Ioan Cioroboiu | 0–2      | Giovanni Toti         | 3–21    | 7–21    |         |
| 28. Juni | Viktor Axelsen        | 2–0      | Dominik Kwinta        | 21–9    | 21–9    |         |

### Gruppe B
| Platz | Team            | Pld | W | L | MF | MA | MD | GF | GA | GD | PF  | PA  | PD  | Qualifikation |
| ----- | --------------- | --- | - | - | -- | -- | -- | -- | -- | -- | --- | --- | --- | ------------- |
| 1     | Felix Burestedt | 3   | 2 | 1 | 0  | 0  | 0  | 5  | 2  | +3 | 139 | 130 | +9  | j             |
| 2     | Kalle Koljonen  | 3   | 2 | 1 | 0  | 0  | 0  | 5  | 3  | +2 | 159 | 141 | +18 | j             |
| 3     | Anders Antonsen | 3   | 2 | 1 | 0  | 0  | 0  | 4  | 3  | +1 | 137 | 116 | +21 |               |
| 4     | Emre Lale       | 3   | 0 | 3 | 0  | 0  | 0  | 0  | 6  | −6 | 78  | 126 | −48 |               |

| Datum    |                 | Ergebnis |                 | 1. Satz | 2. Satz | 3. Satz |
| -------- | --------------- | -------- | --------------- | ------- | ------- | ------- |
| 26. Juni | Kalle Koljonen  | 2–1      | Felix Burestedt | 20–22   | 23–21   | 21–12   |
| 26. Juni | Anders Antonsen | 2–0      | Emre Lale       | 21–12   | 21–9    |         |
| 27. Juni | Anders Antonsen | 0–2      | Felix Burestedt | 19–21   | 19–21   |         |
| 27. Juni | Kalle Koljonen  | 2–0      | Emre Lale       | 21–18   | 21–11   |         |
| 28. Juni | Anders Antonsen | 2–1      | Kalle Koljonen  | 15–21   | 21–15   | 21–17   |
| 28. Juni | Felix Burestedt | 2–0      | Emre Lale       | 21–18   | 21–10   |         |

### Gruppe C
| Platz | Team              | Pld | W | L | MF | MA | MD | GF | GA | GD | PF  | PA  | PD  | Qualifikation |
| ----- | ----------------- | --- | - | - | -- | -- | -- | -- | -- | -- | --- | --- | --- | ------------- |
| 1     | Toma Junior Popov | 3   | 3 | 0 | 0  | 0  | 0  | 6  | 0  | +6 | 126 | 61  | +65 | j             |
| 2     | Tobias Künzi      | 3   | 2 | 1 | 0  | 0  | 0  | 4  | 3  | +1 | 131 | 119 | +12 | j             |
| 3     | Bernardo Atilano  | 3   | 1 | 2 | 0  | 0  | 0  | 2  | 5  | −3 | 99  | 136 | −37 |               |
| 4     | Karl Kert         | 3   | 0 | 3 | 0  | 0  | 0  | 2  | 6  | −4 | 120 | 160 | −40 |               |

| Datum    |                   | Ergebnis |                  | 1. Satz | 2. Satz | 3. Satz |
| -------- | ----------------- | -------- | ---------------- | ------- | ------- | ------- |
| 26. Juni | Bernardo Atilano  | 0–2      | Tobias Künzi     | 16–21   | 12–21   |         |
| 26. Juni | Toma Junior Popov | 2–0      | Karl Kert        | 21–13   | 21–6    |         |
| 27. Juni | Bernardo Atilano  | 2–1      | Karl Kert        | 15–21   | 21–19   | 21–12   |
| 27. Juni | Toma Junior Popov | 2–0      | Tobias Künzi     | 21–15   | 21–13   |         |
| 28. Juni | Tobias Künzi      | 2–1      | Karl Kert        | 19–21   | 21–13   | 21–15   |
| 28. Juni | Toma Junior Popov | 2–0      | Bernardo Atilano | 21–6    | 21–8    |         |

### Gruppe D
| Platz | Team              | Pld | W | L | MF | MA | MD | GF | GA | GD | PF  | PA  | PD  | Qualifikation |
| ----- | ----------------- | --- | - | - | -- | -- | -- | -- | -- | -- | --- | --- | --- | ------------- |
| 1     | Mark Caljouw      | 3   | 3 | 0 | 0  | 0  | 0  | 6  | 1  | +5 | 149 | 123 | +26 | j             |
| 2     | Nhat Nguyen       | 3   | 2 | 1 | 0  | 0  | 0  | 4  | 2  | +2 | 117 | 106 | +11 | j             |
| 3     | Johnnie Torjussen | 3   | 1 | 2 | 0  | 0  | 0  | 3  | 4  | −1 | 127 | 144 | −17 |               |
| 4     | Milan Dratva      | 3   | 0 | 3 | 0  | 0  | 0  | 0  | 6  | −6 | 109 | 129 | −20 |               |

| Datum    |                   | Ergebnis |                   | 1. Satz | 2. Satz | 3. Satz |
| -------- | ----------------- | -------- | ----------------- | ------- | ------- | ------- |
| 26. Juni | Nhat Nguyen       | 2–0      | Milan Dratva      | 23–21   | 21–19   |         |
| 26. Juni | Mark Caljouw      | 2–1      | Johnnie Torjussen | 22–24   | 22–20   | 21–16   |
| 27. Juni | Mark Caljouw      | 2–0      | Milan Dratva      | 21–19   | 21–13   |         |
| 27. Juni | Nhat Nguyen       | 2–0      | Johnnie Torjussen | 21–8    | 21–16   |         |
| 28. Juni | Johnnie Torjussen | 2–0      | Milan Dratva      | 22–20   | 21–17   |         |
| 28. Juni | Nhat Nguyen       | 0–2      | Mark Caljouw      | 16–21   | 15–21   |         |

### Gruppe E
| Platz | Team            | Pld | W | L | MF | MA | MD | GF | GA | GD | PF  | PA  | PD  | Qualifikation |
| ----- | --------------- | --- | - | - | -- | -- | -- | -- | -- | -- | --- | --- | --- | ------------- |
| 1     | Christo Popov   | 3   | 3 | 0 | 0  | 0  | 0  | 6  | 0  | +6 | 126 | 56  | +70 | j             |
| 2     | Gergő Pytel     | 3   | 2 | 1 | 0  | 0  | 0  | 4  | 2  | +2 | 109 | 100 | +9  | j             |
| 3     | Filip Špoljarec | 3   | 1 | 2 | 0  | 0  | 0  | 2  | 4  | −2 | 87  | 107 | −20 |               |
| 4     | Matthew Abela   | 3   | 0 | 3 | 0  | 0  | 0  | 0  | 6  | −6 | 68  | 127 | −59 |               |

| Datum    |               | Ergebnis |                 | 1. Satz | 2. Satz | 3. Satz |
| -------- | ------------- | -------- | --------------- | ------- | ------- | ------- |
| 26. Juni | Gergő Pytel   | 2–0      | Matthew Abela   | 21–13   | 22–20   |         |
| 26. Juni | Christo Popov | 2–0      | Filip Špoljarec | 21–11   | 21–9    |         |
| 27. Juni | Christo Popov | 2–0      | Matthew Abela   | 21–7    | 21–5    |         |
| 27. Juni | Gergő Pytel   | 2–0      | Filip Špoljarec | 21–19   | 21–6    |         |
| 28. Juni | Christo Popov | 2–0      | Gergő Pytel     | 21–12   | 21–12   |         |
| 28. Juni | Matthew Abela | 0–2      | Filip Špoljarec | 11–21   | 12–21   |         |

### Gruppe F
| Platz | Team            | Pld | W | L | MF | MA | MD | GF | GA | GD | PF  | PA  | PD  | Qualifikation |
| ----- | --------------- | --- | - | - | -- | -- | -- | -- | -- | -- | --- | --- | --- | ------------- |
| 1     | Misha Zilberman | 3   | 3 | 0 | 0  | 0  | 0  | 6  | 0  | +6 | 126 | 78  | +48 | j             |
| 2     | Markus Barth    | 3   | 2 | 1 | 0  | 0  | 0  | 4  | 2  | +2 | 119 | 92  | +27 | j             |
| 3     | Andraž Krapež   | 3   | 1 | 2 | 0  | 0  | 0  | 2  | 4  | −2 | 87  | 106 | −19 |               |
| 4     | Jérôme Pauquet  | 3   | 0 | 3 | 0  | 0  | 0  | 0  | 6  | −6 | 70  | 126 | −56 |               |

| Datum    |                 | Ergebnis |                | 1. Satz | 2. Satz | 3. Satz |
| -------- | --------------- | -------- | -------------- | ------- | ------- | ------- |
| 26. Juni | Misha Zilberman | 2–0      | Jérôme Pauquet | 21–8    | 21–14   |         |
| 26. Juni | Markus Barth    | 2–0      | Andraž Krapež  | 21–11   | 21–13   |         |
| 27. Juni | Misha Zilberman | 2–0      | Andraž Krapež  | 21–11   | 21–10   |         |
| 27. Juni | Markus Barth    | 2–0      | Jérôme Pauquet | 21–17   | 21–9    |         |
| 28. Juni | Misha Zilberman | 2–0      | Markus Barth   | 21–17   | 21–18   |         |
| 28. Juni | Andraž Krapež   | 2–0      | Jérôme Pauquet | 21–10   | 21–12   |         |

### Gruppe G
| Platz | Team                  | Pld | W | L | MF | MA | MD | GF | GA | GD | PF  | PA  | PD  | Qualifikation |
| ----- | --------------------- | --- | - | - | -- | -- | -- | -- | -- | -- | --- | --- | --- | ------------- |
| 1     | Ade Resky Dwicahyo    | 3   | 3 | 0 | 0  | 0  | 0  | 6  | 2  | +4 | 160 | 130 | +30 | j             |
| 2     | Dimitar Janakiew      | 3   | 2 | 1 | 0  | 0  | 0  | 5  | 3  | +2 | 146 | 137 | +9  | j             |
| 3     | Luís Enrique Peñalver | 3   | 1 | 2 | 0  | 0  | 0  | 3  | 4  | −1 | 125 | 137 | −12 |               |
| 4     | Danylo Bosnjuk        | 3   | 0 | 3 | 0  | 0  | 0  | 1  | 6  | −5 | 115 | 142 | −27 |               |

| Datum    |                       | Ergebnis |                    | 1. Satz | 2. Satz | 3. Satz |
| -------- | --------------------- | -------- | ------------------ | ------- | ------- | ------- |
| 26. Juni | Dimitar Janakiew      | 2–1      | Danylo Bosnjuk     | 21–6    | 16–21   | 21–19   |
| 26. Juni | Luís Enrique Peñalver | 1–2      | Ade Resky Dwicahyo | 16–21   | 21–17   | 14–21   |
| 27. Juni | Luís Enrique Peñalver | 2–0      | Danylo Bosnjuk     | 21–19   | 21–17   |         |
| 27. Juni | Dimitar Janakiew      | 1–2      | Ade Resky Dwicahyo | 21–17   | 16–21   | 9–21    |
| 28. Juni | Luís Enrique Peñalver | 0–2      | Dimitar Janakiew   | 13–21   | 19–21   |         |
| 28. Juni | Danylo Bosnjuk        | 0–2      | Ade Resky Dwicahyo | 14–21   | 19–21   |         |

### Gruppe H
| Platz | Team            | Pld | W | L | MF | MA | MD | GF | GA | GD | PF  | PA  | PD  | Qualifikation |
| ----- | --------------- | --- | - | - | -- | -- | -- | -- | -- | -- | --- | --- | --- | ------------- |
| 1     | Julien Carraggi | 3   | 3 | 0 | 0  | 0  | 0  | 6  | 1  | +5 | 144 | 109 | +35 | j             |
| 2     | Jan Louda       | 3   | 2 | 1 | 0  | 0  | 0  | 4  | 2  | +2 | 119 | 98  | +21 | j             |
| 3     | Kai Schäfer     | 3   | 1 | 2 | 0  | 0  | 0  | 3  | 5  | −2 | 132 | 155 | −23 |               |
| 4     | Luka Wraber     | 3   | 0 | 3 | 0  | 0  | 0  | 1  | 6  | −5 | 104 | 137 | −33 |               |

| Datum    |                 | Ergebnis |                 | 1. Satz | 2. Satz | 3. Satz |
| -------- | --------------- | -------- | --------------- | ------- | ------- | ------- |
| 26. Juni | Julien Carraggi | 2–0      | Luka Wraber     | 21–11   | 21–11   |         |
| 26. Juni | Jan Louda       | 2–0      | Kai Schäfer     | 21–12   | 21–15   |         |
| 27. Juni | Jan Louda       | 2–0      | Luka Wraber     | 21–15   | 21–14   |         |
| 27. Juni | Julien Carraggi | 2–1      | Kai Schäfer     | 21–19   | 18–21   | 21–12   |
| 28. Juni | Jan Louda       | 0–2      | Julien Carraggi | 18–21   | 17–21   |         |
| 28. Juni | Luka Wraber     | 1–2      | Kai Schäfer     | 19–21   | 21–11   | 13–21   |

## Endrunde
|  | 3. Runde | 3. Runde           | 3. Runde | 3. Runde | 3. Runde |  |  | Viertelfinale | Viertelfinale     | Viertelfinale | Viertelfinale | Viertelfinale |  |   | Halbfinale        | Halbfinale | Halbfinale | Halbfinale | Halbfinale |  |  | Finale | Finale | Finale | Finale | Finale |
|  |          |                    |          |          |          |  |  |               |                   |               |               |               |  |   |                   |            |            |            |            |  |  |        |        |        |        |        |
|  | 1        | Viktor Axelsen     | 21       | 21       |          |  |  |               |                   |               |               |               |  |   |                   |            |            |            |            |  |  |        |        |        |        |        |
|  | 4        | Nhat Nguyen        | 8        | 13       |          |  |  | 1             | Viktor Axelsen    | 21            | 21            |               |  |   |                   |            |            |            |            |  |  |        |        |        |        |        |
|  |          | Ade Resky Dwicahyo | 18       | 14       |          |  |  |               | Kalle Koljonen    | 10            | 9             |               |  |   |                   |            |            |            |            |  |  |        |        |        |        |        |
|  |          | Kalle Koljonen     | 21       | 21       |          |  |  |               |                   |               |               |               |  | 1 | Viktor Axelsen    | 21         | 21         |            |            |  |  |        |        |        |        |        |
|  | 3        | Toma Junior Popov  | 21       | 21       |          |  |  |               |                   |               |               |               |  |   | Toma Junior Popov | 17         | 18         |            |            |  |  |        |        |        |        |        |
|  |          | Gergő Pytel        | 8        | 14       |          |  |  | 3             | Toma Junior Popov | 21            | 21            |               |  |   |                   |            |            |            |            |  |  |        |        |        |        |        |
|  |          | Julien Carraggi    | 19       | 21       | 23       |  |  |               | Julien Carraggi   | 16            | 15            |               |  |   |                   |            |            |            |            |  |  |        |        |        |        |        |
|  |          | Markus Barth       | 21       | 14       | 21       |  |  |               |                   |               |               |               |  |   | Viktor Axelsen    | 16         | 21         | 21         |            |  |  |        |        |        |        |        |
|  | 8        | Jan Louda          | 21       | 19       |          |  |  |               |                   |               |               |               |  |   | Christo Popov     | 21         | 16         | 11         |            |  |  |        |        |        |        |        |
|  | 5        | Christo Popov      | 23       | 21       |          |  |  | 5             | Christo Popov     | 21            | 9             | 25            |  |   |                   |            |            |            |            |  |  |        |        |        |        |        |
|  |          | Dimitar Janakiew   | 17       | 10       |          |  |  |               | Mark Caljouw      | 6             | 21            | 23            |  |   |                   |            |            |            |            |  |  |        |        |        |        |        |
|  |          | Mark Caljouw       | 21       | 21       |          |  |  |               |                   |               |               |               |  | 5 | Christo Popov     | 21         | 21         |            |            |  |  |        |        |        |        |        |
|  |          | Tobias Künzi       | 14       | 21       | 21       |  |  |               |                   |               |               |               |  |   | Misha Zilberman   | 10         | 14         |            |            |  |  |        |        |        |        |        |
|  | 6        | Misha Zilberman    | 21       | 19       | 23       |  |  | 6             | Misha Zilberman   | 17            | 21            | 21            |  |   |                   |            |            |            |            |  |  |        |        |        |        |        |
|  |          | Giovanni Toti      | 16       | 14       |          |  |  |               | Felix Burestedt   | 21            | 14            | 19            |  |   |                   |            |            |            |            |  |  |        |        |        |        |        |
|  |          | Felix Burestedt    | 21       | 21       |          |  |  |               |                   |               |               |               |  |   |                   |            |            |            |            |  |  |        |        |        |        |        |